# José Maria Costa
José Maria da Cunha Costa (Maputo, 5 de março de 1961) é um engenheiro químico e político português, filiado no Partido Socialista. Foi secretário de Estado do Mar no XXIII Governo Constitucional e atualmente exerce funções como deputado na Assembleia da República, eleito pelo círculo de Viana do Castelo, tendo sido vice-presidente da Comissão de Defesa Nacional.

## Formação académica e carreira profissional
É formado em Engenharia Química pelo Instituto Superior de Engenharia do Porto. Iniciou a sua atividade profissional como quadro superior nos Estaleiros Navais de Viana do Castelo, onde trabalhou entre 1986 e 1994, nos serviços de acabamento e no departamento de projetos.

## Carreira política
Iniciou a sua carreira política em 1994, como adjunto do presidente da Câmara Municipal de Viana do Castelo. Entre 1998 e 2009, foi vereador com os pelouros do Ambiente e do Planeamento. Em 2009, foi eleito Presidente da Câmara Municipal de Viana do Castelo, cargo que exerceu até 2021.
Paralelamente, presidiu à Comunidade Intermunicipal do Alto Minho entre 2013 e 2021, e foi membro do Comité das Regiões da União Europeia entre 2014 e 2021. Durante o mesmo período, integrou o Conselho de Concertação Territorial, órgão consultivo do Governo.
Entre 2018 e 2020, presidiu à Assembleia Geral da empresa pública Águas do Norte.

## Secretário de Estado do Mar
No XXIII Governo Constitucional, liderado por António Costa, assumiu o cargo de Secretário de Estado do Mar. No exercício dessas funções, promoveu a implementação da Estratégia Nacional para o Mar 2021-2030, defendendo a conservação dos ecossistemas marinhos e a proteção de 30% da área marítima sob jurisdição portuguesa até 2030.

## Atividade parlamentar
Nas eleições legislativas de 2022 e 2024 foi eleito deputado pelo círculo eleitoral de Viana do Castelo. Exerceu funções como vice-presidente da Comissão de Defesa Nacional e como membro suplente da Comissão de Cultura, Comunicação, Juventude e Desporto.